# Eoophyla evidens
Eoophyla evidens is een vlinder uit de familie van de grasmotten (Crambidae), uit de onderfamilie van de Acentropinae. De wetenschappelijke naam van deze soort is voor het eerst gepubliceerd in 2003 door Ping You, Shu-Xia Wang en Hou-Hun Li.
De voorvleugellengte van het mannetje varieert van 11,5 tot 12 millemeter en van het vrouwtje is deze 12,5 millimeter.
De soort komt voor in China (Guangxi).